# Калмыков, Павел Львович
Па́вел Льво́вич Калмыко́в (2 января 1964, о. Карагинский, Камчатская область) — русский детский писатель.

## Биография
Родился на острове Карагинском Карагинского района Камчатской области. Окончил среднюю школу в Петропавловске-Камчатском. По окончании Хабаровского медицинского института в 1986 году проходил интернатуру в Свердловске. Затем в течение трёх лет работал в Ирбите хирургом. Ныне житель Петропавловска-Камчатского. Работает врачом-радиологом. Женат.
Литературный дебют Павла Калмыкова состоялся в 1988 году: в журнале «Урал» была напечатана «Сказка про Камчатку». В следующем году в «Уральском следопыте» появилась его большая повесть «Школа мудрых правителей или Истории Королятника», принесшая автору широкую известность и позже неоднократно переиздававшаяся.
В 2009 году Павел Калмыков получил премию «Заветная мечта» за повесть «Ветеран Куликовской битвы, или Транзитный современник» в специальной номинации членов детского жюри и Хихуса.
В 2012 году Павел Калмыков стал лауреатом Международной детской литературной премии имени В. П. Крапивина за «Клад и другие полезные ископаемые».

## Публикации
- Школа мудрых правителей: (Очень правдивая сказка). — Хабаровск: Кн. изд-во, 1991. — 125 с. — ISBN 5-7663-0217-7.
- Очень правдивая сказка. — Екатеринбург: Старт: СП «Интербук», 1991. — 190 с. — ISBN 5-7664-0572-3.
- Королятник, или Потусторонним вход воспрещён (школьный детектив) : Серия «Очень прикольная книга». — С.-Пб.: Азбука-классика, 2010. — 175 с. — ISBN 978-5-9985-0806-6.
- Лето разноцветно-косолапое. — М.: Издательский дом Мещерякова, 2013. — 27 с. — ISBN 978-5-91045-413-6.
- Как Петропавловск защищали. — Владивосток: Новая книга, 2014. — 16 с. — ISBN 978-5-87750-280-2.
- Клад и другие полезные ископаемые (повесть) : Серия «Шляпа волшебника». — М.: АСТ, 2014. — 247 с. — ISBN 978-5-17-080150-3.
- Ветеран Куликовской битвы или транзитный современник (документальная сказка). — Новосибирск: Свиньин и сыновья, 2008. — 299 с. — 500 экз. — ISBN 978-5-98502-075-5.
- Камчатка (сказка) : Серия «Современные писатели — детям». — С.-Пб.: BHV, 2016. — 24 с. — ISBN 978-5-9775-3682-0.
- Оборона / Е. В. Аксёнова. — М.: Издательский дом Мещерякова, 2018. — 32 с. — ISBN 978-5-00108-156-2.